# Something For The Rest Of Us
Something For The Rest Of Us – dziewiąty album studyjny amerykańskiego zespołu Goo Goo Dolls, wydany w 2010 przez Warner Bros. Records. Z płyty tej pochodzą single "Home" i "Notbroken".
Zagraniczne i ekskluzywne wydania albumu zostały wzbogacone o dodatkowe utwory. Znalazły się wśród nich: koncertowa wersja "Broadway", "Postcards From Paradise", "Rough Boys", akustyczna wersja "Something For The Rest Of Us", "Catch Me Now I'm Falling" oraz akustyczna wersja "Home".

## Lista utworów
1. "Sweetest Lie" (John Rzeznik) – 3:23
2. "As I Am" (Rzeznik) – 3:53
3. "Home" (Rzeznik/Andy Stochansky) – 4:44
4. "Notbroken" (Rzeznik) – 4:10
5. "One Night" (Rzeznik) – 5:01
6. "Nothing Is Real" (Rzeznik) – 4:05
7. "Now I Hear" (Robby Takac/Rzeznik) – 3:20
8. "Still Your Song" (Rzeznik/Andy Stochansky) – 4:22
9. "Something For The Rest Of Us" (Rzeznik) – 4:27
10. "Say You're Free" (Takac/Rzeznik) – 3:11
11. "Hey Ya" (Rzeznik/Tim Palmer) – 3:37
12. "Soldier" (Rzeznik/Palmer) – 4:14

## Personel
- Johnny Rzeznik – śpiew, gitara, klawisze
- Robby Takac – gitara basowa, śpiew
- Mike Malinin – perkusja